# (36080) 1999 RF64
1999 RF64 (asteroide 36080) é um asteroide da cintura principal. Possui uma excentricidade de 0.10813970 e uma inclinação de 9.64114º.
Este asteroide foi descoberto no dia 7 de setembro de 1999 por LINEAR em Socorro.